# 清崎駅

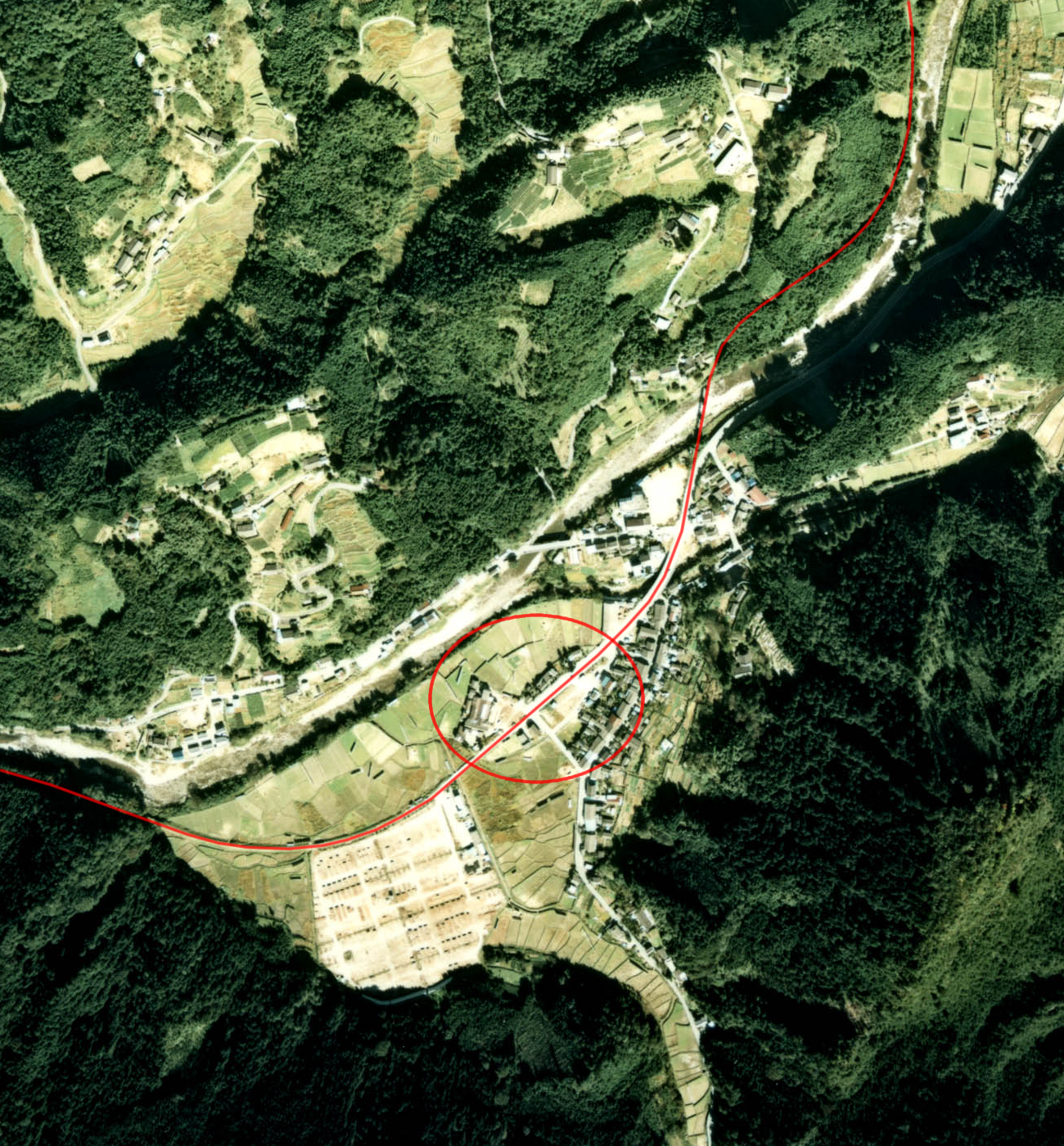
1977年の清崎駅跡とその周囲。赤で囲った場所に駅があった。赤い線は田口線の廃線跡。

清崎駅（きよさきえき）は、愛知県北設楽郡設楽町にかつて存在した豊橋鉄道田口線（旧・田口鉄道）の駅。北設楽郡田口町（1956年以降設楽町）にあった駅の一つである。

## 歴史
清崎駅は1930年（昭和5年）12月10日、田口鉄道により開設された。
田口鉄道は、現在のJR飯田線本長篠駅と設楽町を結んだ鉄道である。三河海老駅を終点としていた同鉄道の第一期線に続いて第二期線が開通したとき、この清崎駅が新たな終着駅となった。三河田口駅までの第三期線が開通し、田口鉄道が全通したのは2年後の1932年（昭和7年）である。
駅の置かれた清崎は、豊橋と長野県の飯田を結んだ伊那街道沿いの地域である。街道の宿場として栄えた旧萩平村（愛知県立田口高等学校周辺）を含む地域であるが、駅は南部の東田内地区に立地した。
1956年（昭和31年）10月1日、田口鉄道が豊橋鉄道に合併されたため豊橋鉄道田口線の駅となる。それから8年後の1964年（昭和39年）、豊橋鉄道は赤字の拡大を理由に田口線の廃止を決定、沿線自治体などとの協議を開始した。その最中の1965年9月17日から翌18日にかけて襲った台風（台風24号）の被害で、清崎・三河田口間が不通、バス代行となってしまう（同区間は1966年（昭和41年）10月1日より休止）。同区間も含めて田口線は1968年（昭和43年）9月1日付で全線廃止されるが、その直前の8月29日に再度台風（台風10号）で被災し、今度は田峰駅から清崎駅までの区間が線路破壊により不通となり、最終営業日は三河海老駅から先の区間は運転していなかった。
廃線となった田口線はバスに転換された。2012年現在、田口線があったルートに沿って走るバスは豊鉄バス田口新城線である。設楽町清崎には、駅名と同じ「清崎」という名のバス停がある。駅の跡地は国道257号清崎交差点の南方で、線路跡は国道に取り込まれている。駅名標が廃止後も残っていたが、1997年（平成9年）に撤去された。

## 構造
島式ホーム1面2線とその両側に貨物側線各1線を持つ有人駅で、1956年（昭和31年）の時点で駅長を含めて4人配置されていた。
この駅の少し変わった点としては、三河田口寄りの場内信号機が、第二と第一の二箇所あった点が挙げられる。第二場内は第三寒狭川橋梁たもとにあり、第一場内は野々瀬川橋梁たもと、清崎駅構内入口にあった。

## 利用状況
1957年度の乗車人員は6万1千人（1日平均168人）で、そのうち5割にあたる3万1千人が定期乗車券での利用客であった。この乗車人員は田口線全11駅の中で三河大草駅・長原前駅・三河大石駅・滝上駅に次いで5番目に少ない。
同年度における貨物取扱量は、発送が2,190トン、到着が1,524トンであった。田口線の貨物取扱駅は7駅あったが、取扱量はその中では少なく上から5番目である。

## 隣の駅
豊橋鉄道
田口線
長原前駅 - 清崎駅 - （貨）大久賀多駅 - （臨）鮎淵駅 - 三河田口駅